# XVIII Cos d'Exèrcit (Bàndol republicà)
El XVIII Cos d'Exèrcit va ser una formació militar pertanyent a l'Exèrcit Popular de la República que va lluitar durant la Guerra Civil Espanyola. Format per unitats de veterans, el llarg de la contesa va arribar a intervenir una destacada intervenció en algunes de les principals batalles de la guerra, com Brunete, Terol, Aragó o el Ebre.

## Historial

### Front del Centre
La unitat va ser creada el 29 de juny de 1937 en el front de Madrid, i va quedar adscrita al Exèrcit del Centre.
El seu primer comandant va ser el tinent coronel d'artilleria Enrique Jurado Barrio. El juliol de 1937, de cara a la batalla de Brunete agrupava en les seves files a les divisions 10a, 15a i 34a, totes elles compostes de tropes veteranes. Les forces de les divisions 15a i 34a van centrar els seus atacs en Villanueva de la Cañada, la guarnició franquista dels quals va resistir els assalts republicans; per la seva part la 10a Divisió va concentrar els seus atacs sobre Villanueva del Pardillo. Aquestes poblacions acabarien caient, si bé van retardar greument l'avanç republicà. Poc després del començament de la batalla el comandament del XVIII Cos d'Exèrcit va passar al tinent coronel Segismundo Casado. Quan l'ofensiva republicana va perdre força, les divisions del XVIII Cos van passar a la defensiva, resistint l'escomesa de l'Exèrcit franquista. Després del final de la batalla la formació va quedar situada a l'avantguarda, i el comandament de la unitat va ser assumit pel tinent coronel d'artilleria Enrique Fernández de Heredia.
Uns mesos després, al setembre, el XVIII Cos d'Exèrcit va passar a dependre de l'acabat de crear Exèrcit de Maniobra.

### Aragó i Catalunya
Al desembre de 1937 la formació, integrada a l'Exèrcit de Llevant i composta per les divisions 34a i 64a, va participar en la batalla de Terol. Les divisions 34a i 64a, situades al sud-oest de Terol, van atacar cap a les posicionese de «Pic del Zorro» i «La Muela». Les forces del XVIII Cos d'Exèrcit van tenir una destacada actuació en els combats, la qual cosa va motivar que el seu comandant —Fernández de Heredia— fos ascendit al rang de coronel. Per part seva, la 70a Divisió va quedar situada en rereguarda com a reserva estratègica de la formació. Amb el final dels combats a Terol el XVIII Cos va tornar a quedar agregat a l'Exèrcit de Maniobra.
En la primavera de 1938, després del tall de la zona republicana en dues, diverses formacions de l'Exèrcit de Maniobra van quedar aïllades al nord de l'Ebre, entre elles el XVIII Cos d'Exèrcit. Diverses d'aquestes unitats van passar a integrar-se en l'acabada de crear Agrupació Autònoma de l'Ebre, mentre que el XVIII Cos d'Exèrcit va ser assignat a l'Exèrcit de l'Est. També va haver-hi un canvi entre els comandaments de la formació: a la fi de març de 1938 el major de milícies José del Barrio Navarro va ser nomenat comandant. Desplegat al llarg de la línia defensiva del riu Segre, algunes unitats del XVIII Cos d'Exèrcit van prendre part en la ofensiva de Balaguer, a la fi de maig de 1938. Durant la batalla de l'Ebre les divisions 27a i 60a van arribar a prendre part en els combats, si bé la resta d'unitats es van mantenir en reserva.
Al començament de la campanya de Catalunya les unitats del XVIII Cos d'Exèrcit van tractar de frenar l'ofensiva franquista. Durant uns dies l'avanç enemic va quedar alentit, però al començament de gener de 1939 les defenses republicanes van col·lapsar i les seves restes es van retirar cap al nord, al costat d'altres unitats de l'Exèrcit republicà. Molts dels seus efectius van passar a França, quedant dissolta la unitat.

## Comandaments
Comandants
- tinent coronel d'artilleria Enrique Jurado Barrio;[12]
- tinent coronel Segismundo Casado;
- tinent coronel d'artilleria Enrique Fernández de Heredia;
- Major de milícies José del Barrio Navarro;

Comissaris
- Sebastián Zapirain Aguinaga, del PCE;[13]
- Antonio Serrano Molina, de la CNT;[14]
- Felipe García-Guerrero Matas, del PSUC;[15]

Caps d'Estat Major
- tinent coronel d'Estat Major Ramón Ruiz-Fornells Ruiz;
- comandant d'Estat Major Ricardo Clavería Iglesias;
- tinent coronel d'Estat Major Francisco Domínguez Otero;
- comandant d'infanteria Francisco Espí Ruiz;
- Major de milícies Francesc Ramos i Molins;

## Ordre de Batalla
| Data                 | Exèrcit adscrit     | Divisions integrades | Front de batalla |
| Juny de 1937         | —                   | 10a, 15a i 34a       | Centre           |
| 11 de juliol de 1937 | Exèrcit del Centre  | 10a, 34a, 15a i 45a  | Brunete          |
| Agost de 1937        | Exèrcit del Centre  | 10a, 34a i 47a       | Centre           |
| Novembre de 1937     | Exèrcit de Maniobra | 34a, 70a i 72a       | Reserva general  |
| Desembre de 1937     | Exèrcit de Llevant  | 34a i 64a            | Terol            |
| Juliol de 1938       | Exèrcit de l'Est    | 27a, 60a i 72a       | Reserva General  |
| Setembre de 1938     | Exèrcit de l'Est    | 30a, 72a             | Reserva General  |
| Desembre de 1938     | Exèrcit de l'Est    | 27a, 60a i 72a       | Segre            |